# Pachypasa honrathii
Pachypasa honrathii is een vlinder uit de familie van de spinners (Lasiocampidae). De wetenschappelijke naam van de soort is voor het eerst geldig gepubliceerd in 1881 door Hermann Dewitz.